# Пришестя роботів. Техніка і загроза майбутнього безробіття
Пришестя роботів. Техніка і загроза майбутнього безробіття — книга американського футуролога і підприємця з Кремнієвої долини Мартіна Форда, найкраща бізнес-книжка 2015 року за версією Financial Times, New York Times бестселер.

## Про книгу
Сім років тому Мартін Форд став одним з перших авторів, які пророкують стрімкий розвиток штучного інтелекту. Тепер Форд пропонує новий прогноз, згідно з яким технології незабаром залишать без роботи третину менеджерів середньої ланки у всьому світі. Він стверджує, що вже через 20-30 років автоматизовані системи будуть виконувати роботу білих комірців. Така зміна кардинально перекроїть ринок праці, а значить, і розподіл доходів.
|                                         | «Пришестя роботів» — важлива, вчасна і насичена фактажем книжка. Кмітливі машини трансформують всі сектори нашої економіки — чи перевершать вони робітників і спричиняться до світу добробуту, дозвілля, медичного забезпечення та освіти для всіх; чи, може, вони призведуть до світу нерівності та масового безробіття? Форд не претендує на знання всіх відповідей, але він ставить найдоречніші запитання і надає нам інформативний і панорамний вид дискусії. |
| — Директор Інституту Землі Джеффрі Сакс | |

## Українське видання
Видання української мовою було представлено видавництвом «Наш Формат» у 2016 році.